# Mauro Palma
Mauro Palma (Roma, 20 agosto 1948) è un matematico e giurista italiano.
È Presidente del Centro di ricerca European Penological Center dell'Università Roma Tre.
È stato Presidente del Garante nazionale dei diritti delle persone private della libertà personale, dall'entrata in funzione di questa Autorità indipendente dello Stato italiano, nel febbraio 2016, fino al 25 gennaio 2024.
Fondatore dell’Associazione Antigone, componente, e poi Presidente, del Comitato europeo per la prevenzione della tortura e dei trattamenti o pene inumani o degradanti (CPT), organo del Consiglio d’Europa, è uno dei maggiori esperti a livello internazionale in tema di lotta alla tortura e delle diverse forme di privazione della libertà, in ambito non solo penale.
È stato dal gennaio 2024 al gennaio 2025 componente del Consiglio direttivo dell'Istituto Italiano per gli Studi Filosofici di Napoli.
Onorificenze
Il 18 dicembre 2023 è stato insignito dal Presidente della Repubblica dell'onorificenza di Grande Ufficiale all'Ordine di Merito della Repubblica italiana.

## L'impegno per la tutela dei diritti umani

### La riforma penitenziaria del 1975
Laureatosi in Matematica con una tesi in logica sulla formalizzazione del linguaggio – e successivamente insignito di laurea honoris causa in Giurisprudenza sia dall’Università di Buenos Aires che dall’Università Roma Tre – partecipa al dibattito sviluppato dalla redazione de il manifesto sulla necessità di una riforma penitenziaria che porti il sistema delle pene e della loro esecuzione in linea con il dettato costituzionale. 
La riforma penitenziaria sarà approvata nel 1975, ma, data la mutata stagione politica e la conseguente adozione di più provvedimenti emergenziali, Palma costituisce con alcuni giuristi e intellettuali – tra i quali Giuseppe Bronzini, Rossana Rossanda, Stefano Rodotà – il Centro di documentazione sulla legislazione d’emergenza che studia mutamenti legislativi e prassi nei procedimenti giudiziari contro esponenti di gruppi armati o persone accusate di supporto a tali organizzazioni. Il Centro, che cura una rubrica mensile sulla rivista Alfabeta, diretta da Nanni Balestrini, assume particolare rilevanza nel documentare lo svolgimento di alcuni processi, in particolare il dibattimento del processo 7 aprile che Palma segue nelle sue udienze anche come inviato del mensile Pace e guerra (allora diretto da Luciana Castellina, Claudio Napoleoni e Stefano Rodotà).

### La rivista Antigone e l'associazione omonima
Nel 1985 fonda, insieme agli altri animatori del Centro di documentazione, la rivista Antigone. Bimestrale di critica dell’emergenza, che contribuirà a sviluppare il dibattito sulla ‘dissociazione’ dal terrorismo, in seguito recepito parzialmente dalla omonima legge. Nel 1991 fonda l’Associazione Antigone, di cui è Presidente fino al 1999. 

### Gli incarichi al Consiglio d'Europa
Nel 2000 viene designato membro italiano (poi confermato per tre mandati consecutivi) del Comitato europeo per la prevenzione della tortura del Consiglio d’Europa, di cui viene eletto Presidente nel 2007, e rimane in tale ruolo fino al termine del suo mandato nel 2011. In questa veste ha libero accesso a ogni luogo di privazione della libertà degli Stati membri del Consiglio d’Europa. In particolare guida, tra le altre, le delegazioni di controllo nella regione del Nord Caucaso della Federazione russa (Cecenia, Inguscezia, Cabardino) e nei paesi della ex Jugoslavia, nell’isola turca di Imrali per la detenzione di Abdullah Öcalan. 
Successivamente, dal 2011 al 2015, viene designato membro del Consiglio europeo per la cooperazione penalistica, anch'esso organo del Consiglio d’Europa, e ne diviene Presidente nel 2013. Dal 2012 al 2014 è membro del Gruppo di Esperti incaricati di assistere la Commissione Europea per la revisione del Regolamento (CE) n. 1236/2005 sul controllo del commercio di determinate merci che potrebbero essere utilizzate per la pena di morte o per tortura e altri trattamenti inumani o degradanti. .

### La lotta al sovraffollamento carcerario e gli Stati generali dell’esecuzione penale
Nel 2013 l’allora Ministro Annamaria Cancellieri lo nomina Presidente della Commissione per i provvedimenti sul sovraffollamento delle carceri. In questa veste elabora il piano d’azione che consentirà all'Italia di ottemperare, nel 2016, agli obblighi derivanti dalla sentenza pilota in materia di sovraffollamento carcerario della Corte europei dei diritti umani. 
Sempre nel 2013 diventa Consigliere del Ministro della giustizia per le tematiche sociali e della devianza, incarico che sarà poi confermato dal Ministro Andrea Orlando
Dal 2014 al 2016 è nominato componente del Comitato di esperti per la consultazione pubblica “Stati generali dell’esecuzione penale” organizzata dal Ministero della giustizia italiano.

### Garante nazionale dei diritti delle persone private della libertà personale
Nel 2016 viene nominato dal Presidente della Repubblica Sergio Mattarella Presidente del Garante nazionale dei diritti delle persone private della libertà personale, carica ricoperta fino al 25 gennaio 2024.
La nuova istituzione, di composizione collegiale (i cui altri due membri sono Daniela de Robert ed Emilia Rossi) ha competenza, oltre che per il carcere e gli istituti minorili, anche per il trattenimento dei migranti, i rimpatri forzati, i trattamenti sanitari obbligatori, le camere di sicurezza delle Polizie, le residenze per persone con disabilità.
Il Garante nazionale è organismo riconosciuto dall’ONU come National Preventive Mechanism nel contesto degli obblighi derivanti dalla ratifica del Protocollo opzionale alla Convenzione ONU contro la tortura (OPCAT).
In tale funzione, Mauro Palma invia delegazioni di controllo delle situazioni di privazione de facto della libertà, in particolare nel 2018 a bordo della nave “Ubaldo Diciotti", e trasmette, in questo come in altri casi, le informazioni risultanti alle Procure competenti.

## L'esperienza in politica
Candidato indipendente di Sinistra Ecologia Libertà (SEL) alle elezioni europee del 2009 senza essere eletto, è prima nel Coordinamento nazionale del partito e, successivamente, nella Presidenza nazionale.

## Il contributo alla matematica
Sul versante matematico, Palma pubblica con Valter Maraschini nel 1981 il testo Problemi e modelli della matematica, frutto della comune attività di insegnamento presso il Liceo sperimentale Virgilio di Roma e della riflessione didattica sviluppata nella cerchia di studi promossa da Lucio Lombardo Radice. 
Il testo, edito da Paravia e con successive riedizioni rappresenterà una fonte di discussione per la revisione dei programmi di matematica delle scuole superiori e l’introduzione in essi di elementi di informatica, in particolare nell’ambito del Piano nazionale informatica e del Progetto Brocca, ai quali Palma fu chiamato a collaborare. 
Nel 2022 i materiali dell'antico testo sono riproposti, dopo l'aggiornamento e la revisione di docenti di scuola secondaria superiore, dall'editore Treccani-GiuntiTVP con il titolo "IL Maraschini Palma", a cura di Roberto Cipollone e di Beatrice Tremiti (in cinque volumi). 
Nel 1987 Palma entra a far parte del Laboratorio di didattica delle scienze dell’Università La Sapienza.

## L'attività in Treccani
Nel 1997 viene nominato dall'allora Presidente dell’Istituto della Enciclopedia Italiana, Rita Levi Montalcini, responsabile delle attività dell’Istituto rivolte al mondo dell’istruzione e direttore della rivista Iter, incarico che manterrà per tutto il primo decennio degli anni Duemila.

## Pubblicazioni
È autore di diversi saggi di diritto, con particolare attenzione al carcere e alle varie forme di privazione della libertà personale. Tra essi, "Il vaso di Pandora. Carcere e pena dopo le riforme" (Treccani,1997), "Difficile dire giustizia" (RomaTre Press, 2019), oltre a contributi a numerosi testi collettanei. Anche in ambito matematico è autore di diversi saggi e nel 2013, con Valter Maraschini, pubblica la Garzantina della Matematica.